# Jean-Baptiste de Lancier
Pour les articles homonymes, voir Lancier.
Jean-Baptiste de Lancier (Besançon, 1636 — La Haye, 1702) est un conseiller d'État et diplomate français. 
Au service du prince-électeur de Bavière Maximilien-Emmanuel, il fut son envoyé de 1686 à 1697 auprès du roi d'Espagne Charles II,,, ; il eut notamment un rôle de premier plan quant à la nomination de son suzerain, lorsqu'il fut désigné gouverneur des Pays-Bas espagnols et autrichiens en 1692. Obtenant le titre de Chevalier de l'Ordre de Calatrava, Jean-Baptiste de Lancier fut également ambassadeur des États Généraux des Provinces-Unies de 1697 à sa mort à La Haye en 1702,.